# André Leroy
André Leroy (* 30. August 1801 in Angers; † 23. Juli 1875 ebendort) war ein französischer Pomologe und Baumschul-Besitzer. Sein botanisches Autorenkürzel lautet „Leroy“.

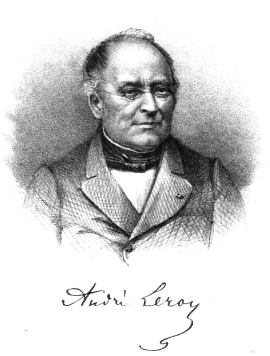
Porträt André Leroy, aus Pomologische Monatshefte, Band 15, 1869

## Leben
Sein Vater war André-Pierre Leroy und unterhielt eine Gärtnerei in la Croix-Montaillé, rue de Chateaugontier, außerhalb der Stadt. André Leroy sagt später, dass der Beruf des Gärtners bereits seit 1698 in seiner Familie gepflegt wurde. Nach seinen Schuljahren (1809) half er seiner verwitweten Mutter (unterstützt vom Gärtner Printemps) und übernahm die Nachfolge seines Vaters. Im Alter von 18 Jahren wurde er nach Abschluss des Lyceums Mitarbeiter bei dem Botanik-Professor André Thouin im „Jardin des Plantes“ in Paris. 1822 übernahm er die elterliche Baumschule, deren Anbaufläche er bis 1875 von 4 auf 168 Hektar ausdehnte und bereits 1843 zu einer der größten Baumschulen Europas machte, als die Gärtnerei vom Herzog von Nemours besucht wurde. Leroy konnte auch umfangreiche Exporte von Baumschulwaren nach Nordamerika erzielen. Er kannte 900 Birnensorten und hegte 650 Birnenvarietäten sowie zahlreiche Apfelsorten. Bei seinem Tod beschäftigte er 300 Mitarbeiter im Betrieb.

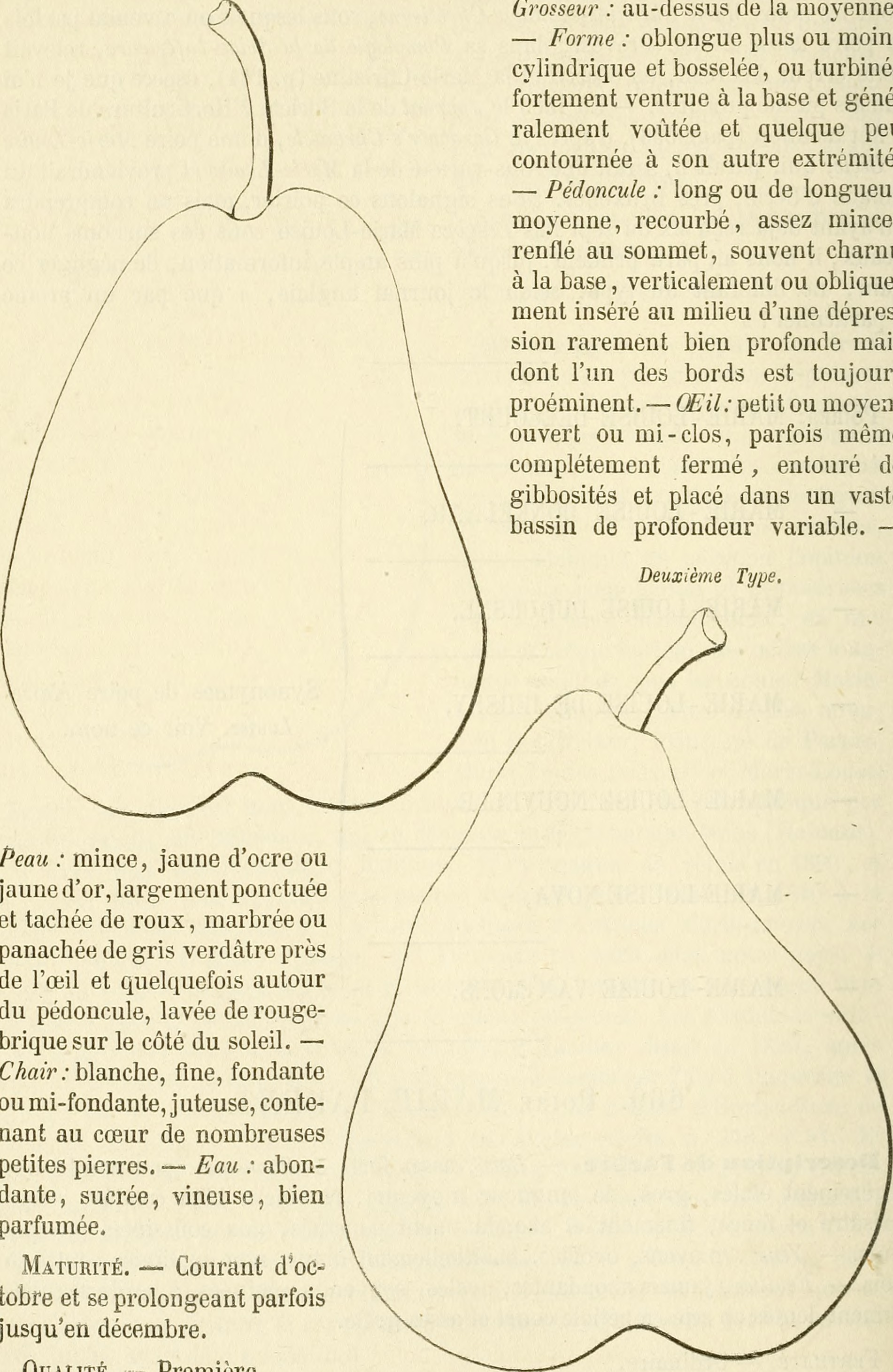
Seite aus Dictionnaire de pomologie contenant l'histoire, la description, la figure des fruits anciens et des fruits modernes les plus généralement connus et cultivés

## Werke
- Dictionnaire de pomologie contenant l'histoire, la description, la figure des fruits anciens et des fruits modernes les plus généralement connus et cultivés in vier Bänden, 1867–1873 (einsehbar). Das Werk stellt alle zur damaligen Zeit in Frankreich und Belgien bekannten Birnensorten vor.

## Quelle
- Illustrierte Monatshefte, 1868, 1. Heft, Eduard Lucas et al.